# Mairie de Flacey-en-Bresse
La maison du chemin de Louhans à Beaufort est une maison située sur le territoire de la commune de Flacey-en-Bresse dans le département français de Saône-et-Loire et la région Bourgogne-Franche-Comté.

## Historique
Elle fait l'objet d'une inscription au titre des monuments historiques depuis le 3 janvier 1989.